# 1/2 (川本真琴單曲)
《1/2》（日語：にぶんのいち）是日本女性創作歌手川本真琴的第3張單曲。1997年3月21日由Sony Music Records發行。

## 解說
標題曲「1/2」曾於1997年被選為富士電視台電視動畫《神劍闖江湖》的第2代片頭主題曲使用，在Oricon的累計銷售枚數總計為73.1萬枚，是主唱者川本真琴的知名代表作。透過這首被指定為動畫主題曲和使用原聲吉他彈奏的歌曲讓川本的知名度大增。不過她從3歳至短大時期為止學習最久的樂器是鋼琴，所以吉他是在上一張單曲「DNA」時期短時間內才學習的。而吉他演奏的錄音工作是由佐橋佳幸負責。
其單曲封套照片是由荒木經惟拍攝。

## 收錄歌曲
所有歌曲由川本真琴作詞、作曲，石川鐵男編曲。
1. 1/2 [5:15]
富士電視台電視動畫《神劍闖江湖》第2代片頭主題曲
歌詞中諾斯特拉達姆士有出現。
2. 1 [5:03]
3. 1/2（Original Karaoke）

## 收錄專輯
- 《川本真琴》（#1）
- 《The Complete Singles Collection 1996～2001（日语：The Complete Singles Collection 1996〜2001）》（#1、2、3）
- 《神劍闖江湖 Best Theme Collection》（#1）
- 《神劍闖江湖 Premium Collection》（#1）
- 《神劍闖江湖 COMPLETE CD、BOX》（#1）
- 《神劍闖江湖 Complete Collection》（#1）
- 佐橋佳幸（日语：佐橋佳幸）《佐橋佳幸的工作（1983-2015） ～Time Passes On～》（#1）

## 翻唱版本
「1/2」
- 中川翔子－2007年（專輯）
- 中村知世－2008年（單曲）
- Mi（日语：Mi (バンド)）－2008年（專輯《I Love Music ～Mi Best Collection～》）
- －2009年（《JAPAN ANIMESONG COLLECTION VOL.25》收錄）
- PANDA 1/2（日语：PANDA 1/2）－2010年（網路發布限定單曲）
- やなぎなぎ－2013年（專輯《Euaru（日语：エウアル）》初回限定盤收錄）
- 川澄綾子－2013年（專輯《電視動畫 爆漫王。角色翻唱歌曲專輯 UTAMAN》收錄）
- KANOERANA（日语：カノエラナ）－2020年（專輯《「尊」 ～解放二次元歌集～》收錄）

## 腳註